# Вау Вау Звезда
Вау Вау Звезда (енгл. Rock Dog) је 3Д анимирани филм из 2016. године.